# Quesques
Quesques là một xã trong tại tỉnh Pas-de-Calais trong vùng Hauts-de-France của Pháp.

## Địa lý
Quesques có cự ly 12 dặm (19 km) về phía đông Boulogne, tại giao lộ của các tuyến đường D254 và D204.

## Dân số
| 1962                                                              | 1968 | 1975 | 1982 | 1990 | 1999 | 2006 |
| ----------------------------------------------------------------- | ---- | ---- | ---- | ---- | ---- | ---- |
| 553                                                               | 569  | 542  | 481  | 542  | 559  | 581  |
| Số liệu điều tra dân số tính từ năm 1962, dân số chỉ tính một lần |      |      |      |      |      |      |

## Địa điểm nổi bật
- Nhà thờ St. Ursmer, thế kỷ 19.
- Phế tích toà lâu đài.